# Giuseppe Mario Militerni
Giuseppe Mario Militerni (Cetraro, 25 ottobre 1914 – 26 marzo 1967) è stato un politico italiano.
Consigliere provinciale a Cosenza, più volte consigliere comunale a Cetraro suo paese natale, presidente della Commissione consigliare pro consorzio del cedro, membro dell'Accademia cosentina, è stato eletto senatore della Repubblica nel collegio di Castrovillari-Paola per due legislature. Deceduto durante la IV legislatura venne sostituito da Silvio Bernardo.